# Oryxana lutea
Oryxana lutea är en insektsart som först beskrevs av Walker 1857.  Oryxana lutea ingår i släktet Oryxana och familjen sköldstritar. Inga underarter finns listade i Catalogue of Life.